# Reinhold Pauli
Reinhold Pauli (Berlim, 25 de maio de 1823 — 3 de junho de 1882) foi um historiador alemão.
Pauli estudou na Universidade de Bonn e na Universidade de Berlim; viajou à Inglaterra em 1847 e tornou-se secretário particular do Barão von Bunsen, embaixador prussiano em Londres. Retornou à Alemanha em 1885, onde trabalhou como professor de história nas Universidades de Rostock, Tübingen, Marburg e Göttingen.
Foi um estudante hábil e aplicado dos registros ingleses e suas obras foram quase todas dedicadas à história inglesa.  

## Obras
- König Aelfred und seine Stellung in der Geschichte Englands (Berlim, 1851)
- Bischof Grosseteste und Adam von Marsh (Tubingen, 1864)
- Simon von Montfort (Tubingen, 1867)
- Geschichte von England (continuação da obra de J. M. Lappenberg)
- Geschichte Englands (Leipzig, 1864-1875)
- Bilder aus Alt-England (Gotha, 1860 e 1876)
- Aufsatze zur englischen Geschichte (Leipzig, 1869 e 1883)

Pauli também participou em vários jornais alemães, além de contribuir na redação da obra Monumenta Germaniae historica.